# Saint-Privé (Saône-et-Loire)
Saint-Privé ist eine französische Gemeinde mit 99 Einwohnern (Stand: 1. Januar 2022) im Département Saône-et-Loire in der Region Bourgogne-Franche-Comté (vor 2016 Bourgogne). Die Gemeinde gehört zum Arrondissement Chalon-sur-Saône und zum Kanton Givry (bis 2015: Buxy).

## Lage
Saint-Privé liegt etwa 27 Kilometer westsüdwestlich von Chalon-sur-Saône. Umgeben wird Saint-Privé von den Nachbargemeinden Saint-Martin-d’Auxy im Norden und Nordwesten, Marcilly-lès-Buxy im Norden und Osten, Savianges im Osten und Südosten, Le Puley im Süden sowie Saint-Micaud im Westen.

## Bevölkerung
| Jahr                      | 1962 | 1968 | 1975 | 1982 | 1990 | 1999 | 2006 | 2011 | 2016 |
| ------------------------- | ---- | ---- | ---- | ---- | ---- | ---- | ---- | ---- | ---- |
| Einwohnerzahl             | 81   | 68   | 61   | 60   | 72   | 65   | 81   | 78   | 74   |
| Quelle: Cassini und INSEE |      |      |      |      |      |      |      |      |      |